# Jean Gerin
Pour les articles homonymes, voir Gerin.

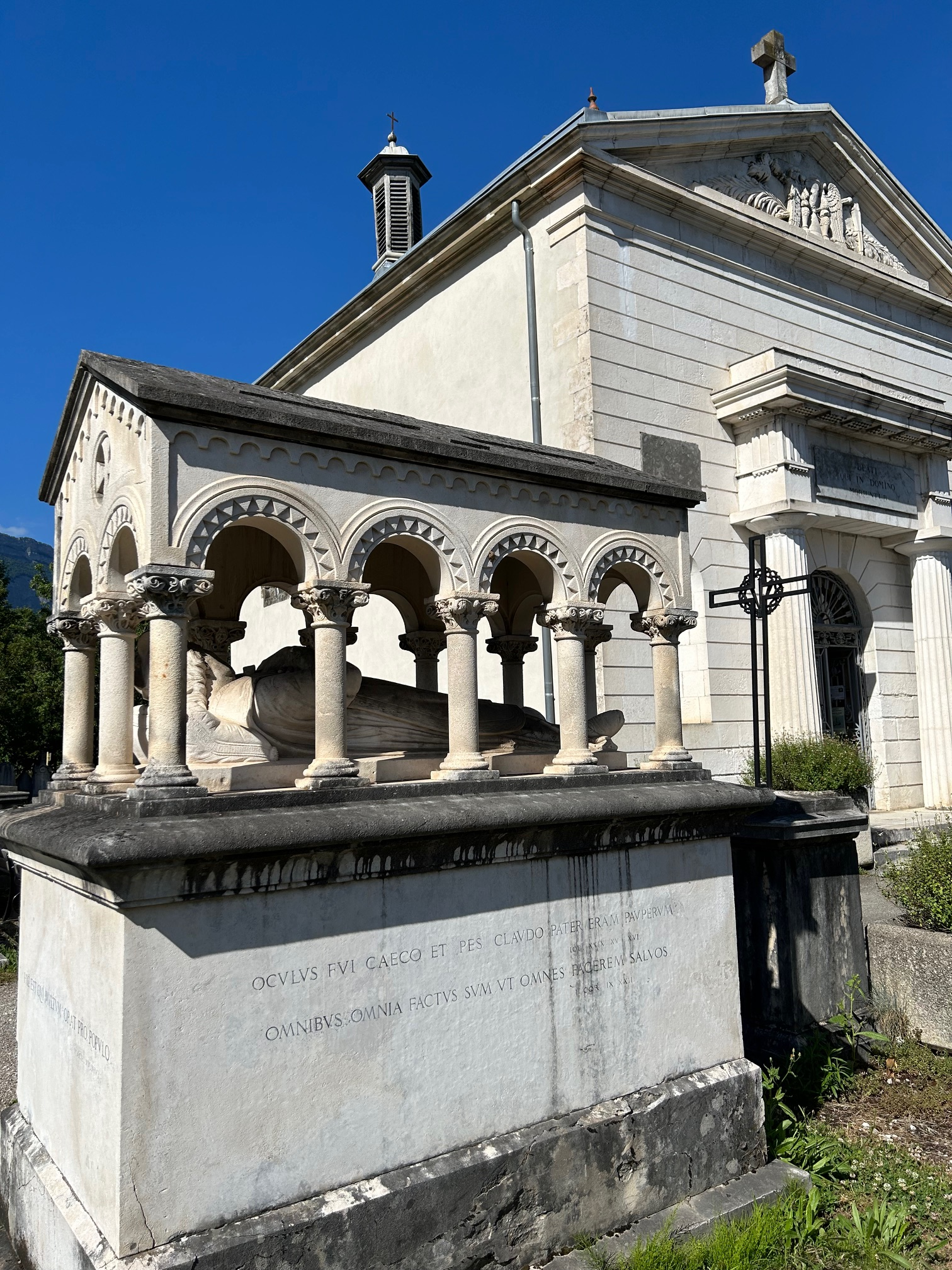
Tombeau et chapelle du cimetière Saint-Roch

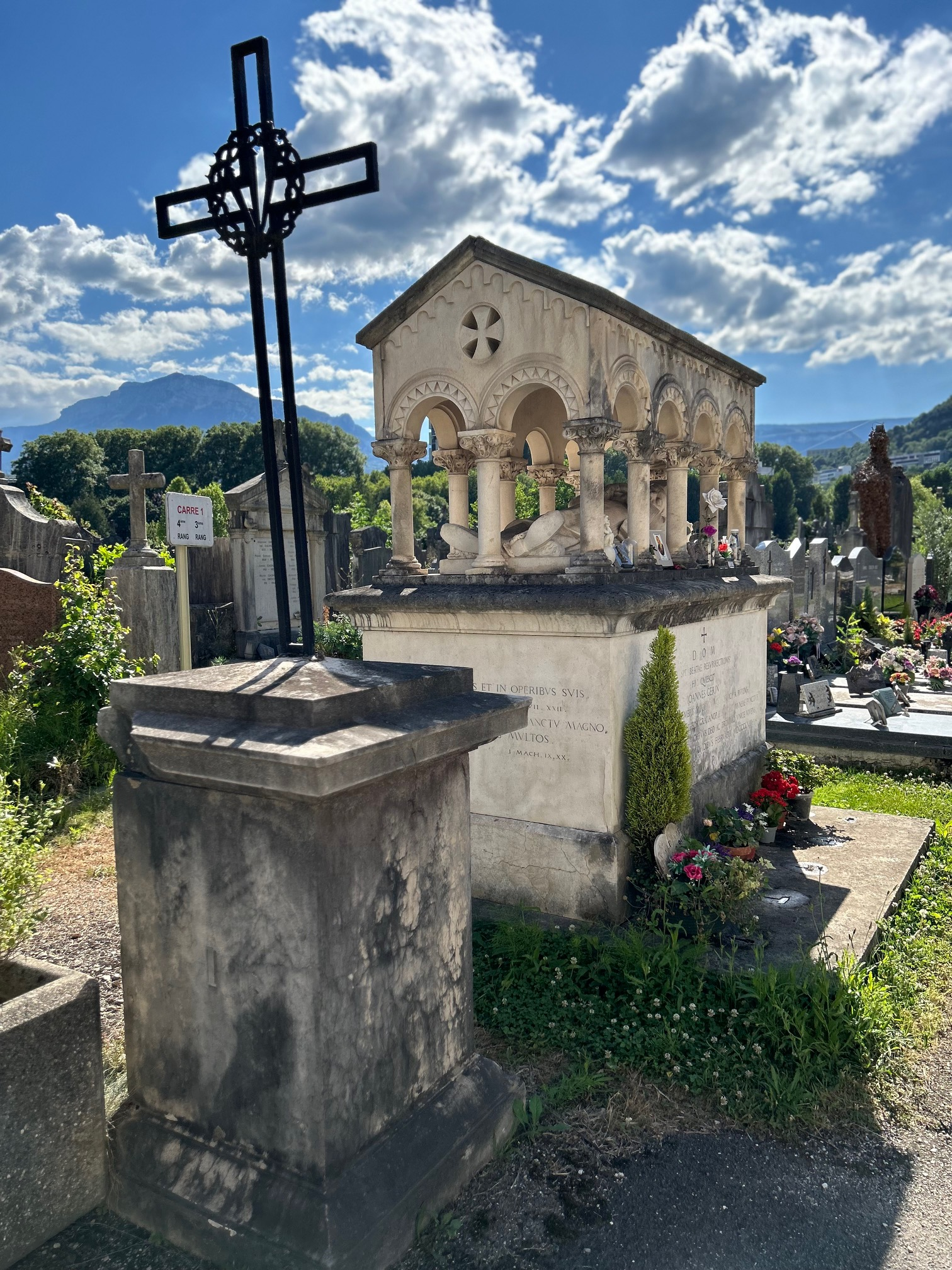

Jean, dit Jean-Baptiste Gerin (1797-1863) est né aux Roches-de-Condrieu (Isère), et fut curé de la cathédrale Notre-Dame de Grenoble de 1835 à 1863. Considéré comme un exemple de dévouement sacerdotal, particulièrement envers les plus pauvres, l'abbé Gerin est également connu pour avoir été un grand confesseur. La cause pour sa béatification est en cours.

## Biographie

### Jeunesse et vocation
Jean Gerin voit le jour aux Roches-de-Condrieu le 13 décembre 1797.
Fils d'un tailleur d'habits, il est l'aîné d'une famille de dix enfants. Ayant eu une enfance modeste, il devient apprenti chez un maître-tailleur à Lyon. C'est dans la Primatiale Saint-Jean de Lyon qu'il aurait entendu la voix de la Vierge Marie lui demandant d'abandonner son apprentissage et de devenir prêtre.
C'est ainsi qu'après avoir fréquenté l'école presbytérale de l'abbé François Préher (1788-1868) à Véranne puis à Tarentaise, il entre au Grand Séminaire de Grenoble en 1818, et est ordonné prêtre le 16 juin 1821.
C'est également à Grenoble que furent ordonnés à la même époque saint Jean-Marie Vianney, en 1815, et saint Pierre-Julien Eymard, en 1834.

### Premières charges pastorales
Successivement vicaire de Saint-Symphorien-d'Ozon, puis curé de Feyzin, l'abbé Gerin est nommé curé-archiprêtre de Saint-Symphorien en 1831. Déjà très populaire, les paroissiens de Feyzin tentent sans succès d'empêcher son départ.
Au cours de ses premières charges pastorales, il montre déjà son esprit fervent et dévoué. Attentif aux besoins de tous, il est courant de le voir, dans la petite église paroissiale, faire quotidiennement son Chemin de croix.

### Curé de la cathédrale de Grenoble
C'est en 1835 que l'évêque de Grenoble, Mgr Philibert de Bruillard, annonce à l'abbé Gerin sa nomination de curé-archiprêtre de la cathédrale Notre-Dame de Grenoble, avec le titre honorifique de chanoine.
Il est installé en grande pompe dans sa nouvelle paroisse en présence de l'évêque, du Chapitre des chanoines et d'un grand nombre de fidèles.
À son arrivée à Grenoble, il trouve une paroisse en deuil de son précédent pasteur, l'abbé Doudart de Lagrée, qui avait passé plus de trente ans à se dévouer au service des pauvres. L'abbé Gerin prend la suite de son prédécesseur et va se dépenser sans compter pour les plus défavorisés. Il crée des écoles et des ateliers pour la jeunesse, sous la direction des sœurs de Saint Vincent de Paul qu'il fait venir à Grenoble, et apporte son soutien aux établissements scolaires des sœurs de la Providence. Il fonde pour les domestiques une association de prière, de charité et de secours mutuels, et prodigue ses conseils à une œuvre d'accueil des jeunes sortant de prison. C'est également à son instigation que les Jésuites reviennent à Grenoble.
Levé à quatre heures du matin, il passe huit à dix heures par jour au confessionnal, confessant parfois plus de cent personnes. Il reçoit deux heures par jour ses paroissiens, et le reste du temps visite les pauvres et les malades. Il ne se couche qu'à minuit après avoir fait sa correspondance. Toujours aussi fervent, il prie une heure quotidiennement dans la chapelle du Grand Séminaire.
Menant une vie simple et ascétique, il sait quelquefois se montrer bon vivant et ne refuse pas quelques confiseries qu'on lui propose. De plus, on peut reconnaître en lui un esprit plein d'humour.
Prédicateur de renom, il assure pas moins de 540 enseignements par an. Malgré sa grande réputation, il ne montre aucun goût pour les gloires de ce monde. On pourra le voir assez indifférent lorsqu'il sera fait chevalier de la Légion d'honneur en 1856.
Étant donné la grande confiance que lui prêtent ses supérieurs, il est chargé par l'évêque de se rendre à Rome avec le chanoine Rousselot afin de remettre au pape Pie IX les "secrets" des deux petits voyants de La Salette.

### Dernières années
Les dernières années de la vie de l'abbé Gerin sont assez éprouvantes. Il est épuisé, assailli par tous. Nombreux sont ceux qui voient en lui un saint. Parmi eux, on peut compter l'évêque de Grenoble ou même saint Jean-Marie Vianney, le saint curé d'Ars, qui l'appelle "mon cousin".
Il meurt le 13 février 1863.
Son corps est exposé à la cure. Le nombre de fidèles est si grand qu'il faut en limiter l'accès, car le plancher fléchit. Ses obsèques sont célébrées en grande pompe devant une foule impressionnante.
Le saint curé Gerin comme on le surnomme, ne laisse aucune fortune, ayant donné tout ce qu'il avait aux pauvres.

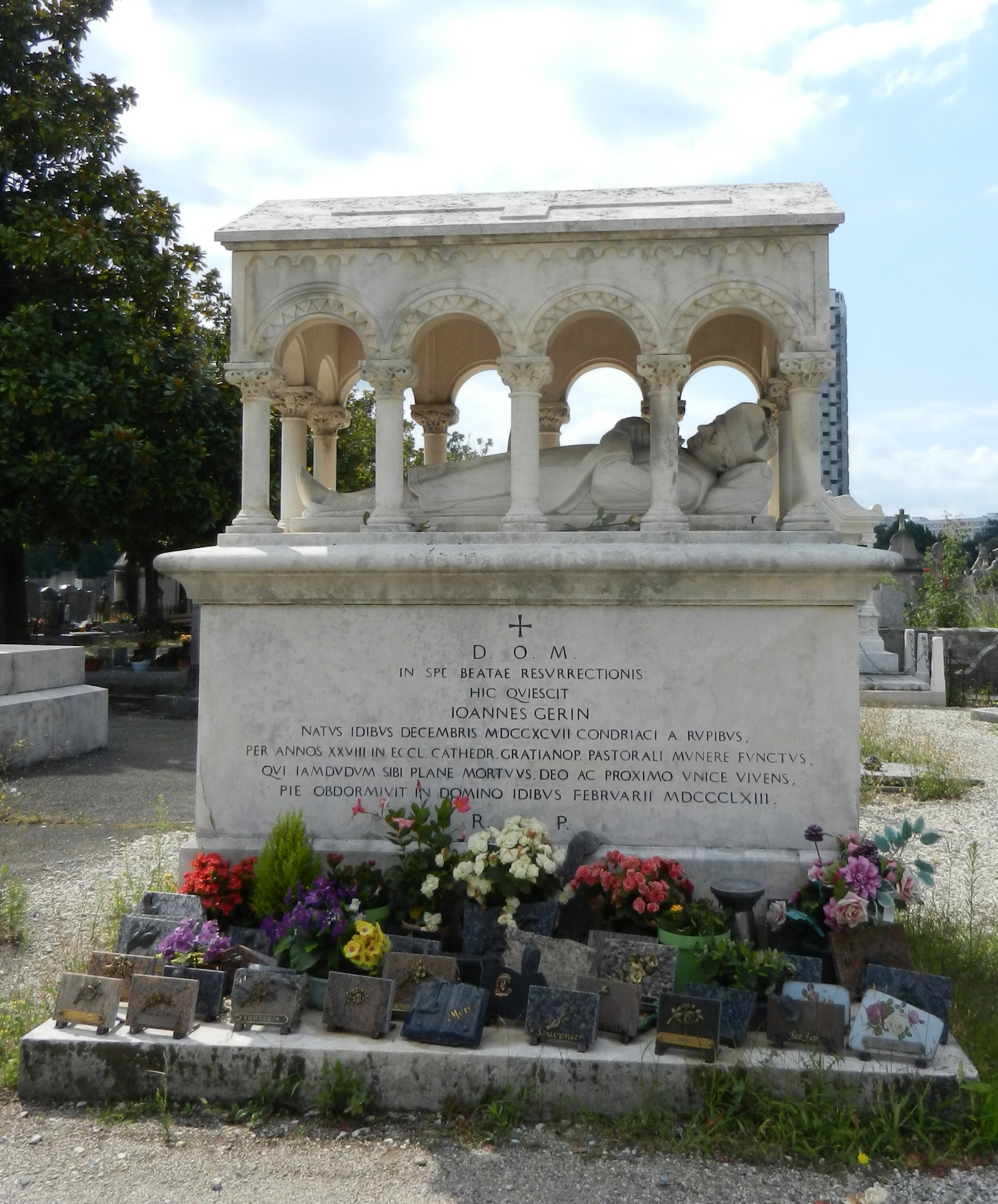
Tombeau de l'abbé Gerin à Grenoble, toujours fleuri.

## Béatification et canonisation

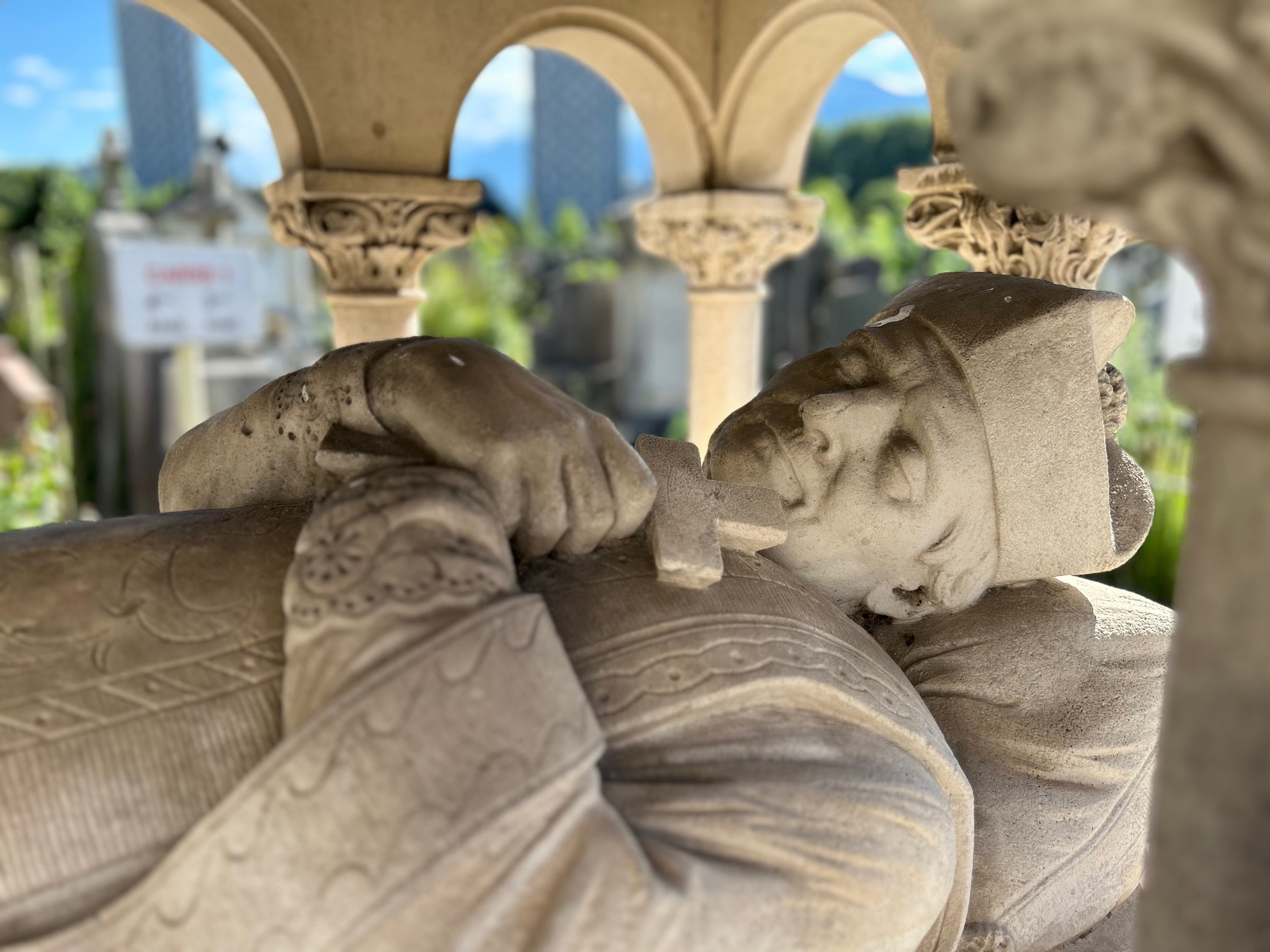
Gisant de l'abbé Gerin

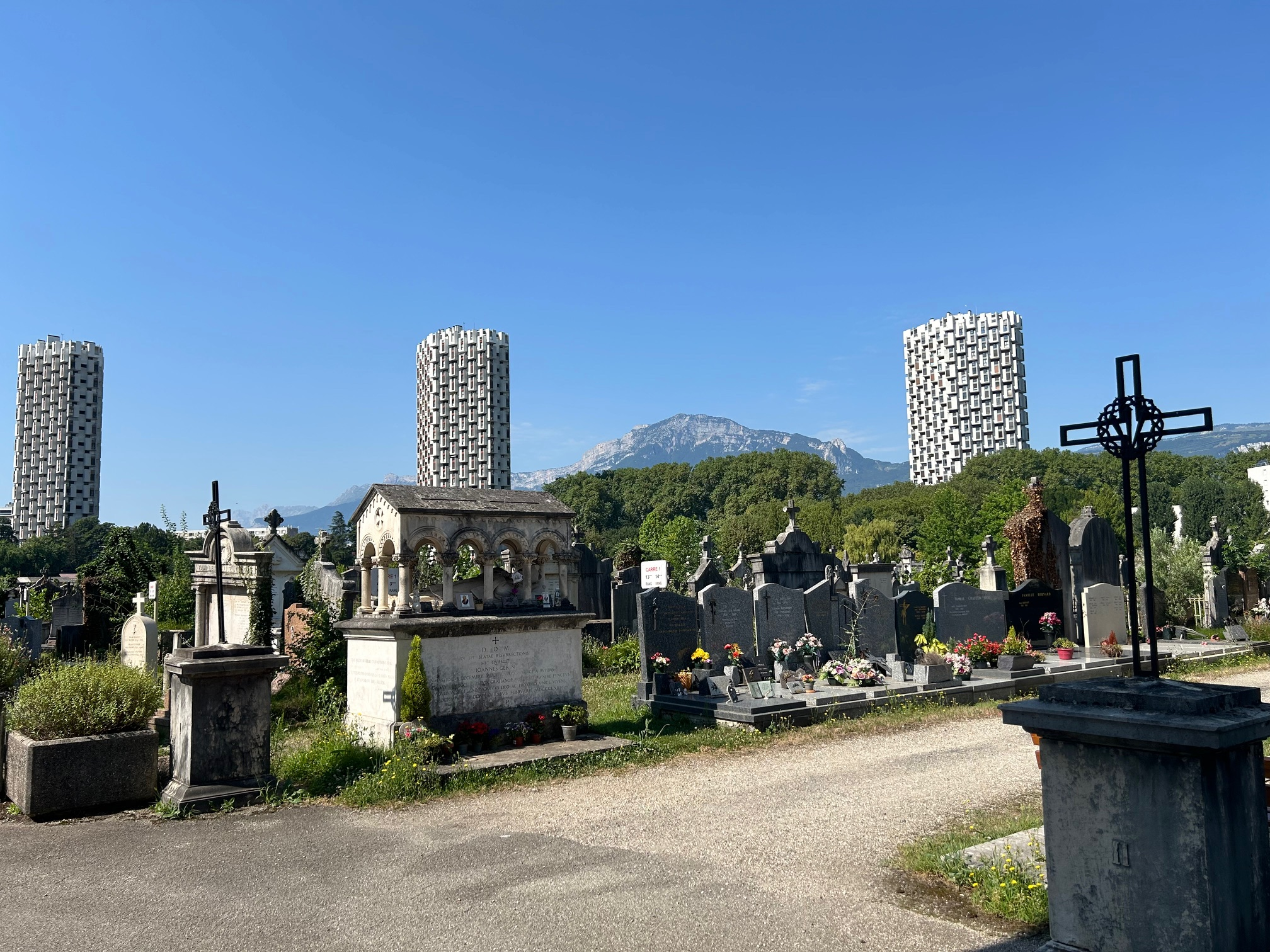
Tombeau de l'abbé Gerin, les 3 tours et le Vercors

À sa mort, toute la ville le pleure et on l'appelle déjà le saint curé de Grenoble ou le saint curé Gerin en référence à son ami le 
curé d'Ars. Dès son vivant, on lui accordait une grande réputation de sainteté et on parlait déjà de guérisons miraculeuses dues à ses prières. Mais ce n'est qu'en 1925 qu'on entreprend les premières démarches pour une cause de béatification. De nombreuses personnes témoignent favorablement, des guérisons sont rapportées, et on publie au même moment plusieurs biographies. En 1928, la cause s'interrompt soudainement en raison de la mort accidentelle du prêtre chargé de la procédure diocésaine, l'abbé Charpin.
Durant près d'un siècle, elle va rester en sommeil, avant d'être reprise à l'initiative de Mgr Guy de Kerimel : lors de son Assemblée plénière tenue du 20 au 23 mars 2018, la Conférence des évêques de France approuve par vote l'ouverture de la cause en vue d’une éventuelle béatification. Le 25 novembre 2023, la phase diocésaine de son procès en béatification est ouverte par Mgr Jean-Marc Eychenne.
Cent soixante ans après sa mort, la tombe de l'abbé Gerin, sculptée par Irvoy et qui comprend le seul gisant du cimetière Saint-Roch, est toujours fleurie par des fidèles.

## Citations
- « Faites semblant de ne pas voir la plupart des choses qui vous épinglent ».
- « On obtient infiniment mieux le pardon de ses péchés par un abandon entier et plein de confiance à la bonté miséricordieuse de Dieu que par une recherche contentieuse et inquiète de ses fautes ».
- « Si nous voyions la beauté des âmes venant de recevoir l’absolution, rendues à l’état de grâce, comme il y en a, comme elles le sont toutes ici, nous dirions comme les apôtres sur le Thabor : nous sommes bien ici, dressons-y trois tentes ! Oui mes frères, vous ne voudriez plus sortir d’ici : vous mourriez de joie ! ».
- « Il n’y a qu’une porte à passer, une seule : au-delà est l’océan de l’amour de Dieu ».

## Portraits
Outre son gisant, il existe un portrait anonyme de l'abbé Gerin, qui se trouve dans la série des portraits des curés de la cathédrale de Grenoble.
Par ailleurs, il existe une toile de Jules Bernard intitulée Portrait du chanoine Gerin (1885. Huile sur toile. Coll. Musée de Grenoble, inv. MG 2001-8-2 R) mais qui représente quant à elle l'abbé Alexandre Gerin (1808-1886), ancien curé de la collégiale Saint-André de Grenoble, qui était contemporain de l'abbé Jean Gerin mais sans lien de parenté avec lui.